# Alberto Alberani
Alberto Alberani Samaritani, född 22 maj 1947 i Florens, är en italiensk vattenpolomålvakt som ingick i Italiens herrlandslag vid olympiska sommarspelen 1968, 1972, 1976 och 1980.
I OS-turneringen 1976 tog Italien silver. Alberanis tre övriga OS-placeringar var fyra, sexa och åtta. Han spelade för klubblagen Pro Recco och Sisport Fiat.
Alberani tog VM-brons 1975 i Cali och VM-guld 1978 i Västberlin. Han avslutade landslagskarriären år 1980 efter att ha spelat 211 landskamper för Italien.